# 未来 (企業)
未来株式会社（みらい）は、かつて存在した未来工業などの未来グループの純粋持株会社であった企業。

## 沿革
- 1989年（平成元年） - 損害保険代理業として未来総業が設立。
- 1991年（平成3年） - 関連会社である未来工業が名証2部に上場。
- 2004年（平成16年） - 未来工業など関連会社を完全子会社化し、会社名を未来株式会社に変更、上場していた未来工業と入れ替わる形で上場。
- 2006年（平成18年）9月21日 - 子会社の未来工業に吸収合併され、解散し上場廃止。未来工業は事業持株会社としてグループ会社の親会社となり、入れ替わりで名証2部に上場。

## かつての子会社（持株会社）
- 未来工業

電機設備資材などを生産する未来グループの中心的企業
- 未来精工

樹脂金型、自動機の設計製作などを手がける
- 神保電器

配線器具を手がける
等